# Villa ariditata
Villa ariditata är en tvåvingeart som beskrevs av Cole 1923. Villa ariditata ingår i släktet Villa och familjen svävflugor. Inga underarter finns listade i Catalogue of Life.